# Perusia sticta
Perusia sticta är en fjärilsart som beskrevs av W. Warren 1897. Perusia sticta ingår i släktet Perusia och familjen mätare. Inga underarter finns listade i Catalogue of Life.